# Teeteto
O Teeteto (em grego, Θεαίτητος; transl. Theaítētos) é um diálogo platônico sobre a natureza do conhecimento, escrito em 369 a.C.  
Nele aparece, talvez pela primeira vez, explicitamente, na Filosofia, o confronto entre verdade e relativismo.

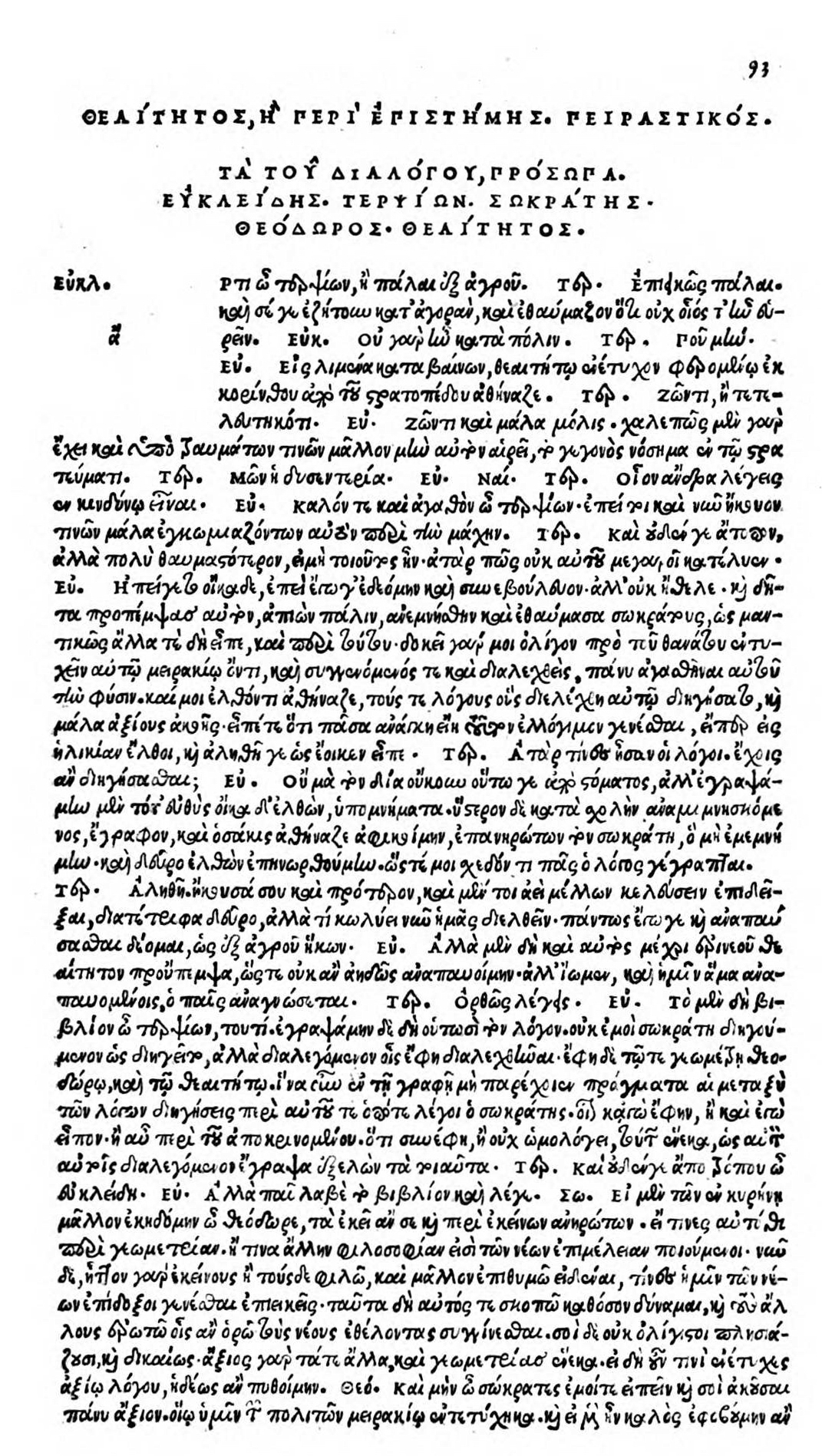
O início do diálogo, em sua primeira edição impressa (editio princeps), de Aldo Manúcio (Veneza, 1513).

## Personagens do diálogo
Os personagens principais no diálogo são: Sócrates, Teodoro de Cirene e  Teeteto. O matemático Teeteto estudou com Teodoro na cidade de Cirene. Outros dois personagens — Terpsião e Euclides — participam apenas do início do diálogo. 

## Questões relativas à obra
O diálogo tem início quando Euclides diz a seu amigo Terpsião :35 que ele escrevera um livro, anos antes, baseado no que Sócrates lhe contara de uma conversa que tivera com Teeteto quando ainda era jovem. O motivo do relato é que Euclides tinha visto Teeteto sendo carregado para fora do campo de batalha, nocauteado por uma disenteria e leves ferimentos de guerra.
Platão procura desmentir a subjetividade gnosiológica dos sofistas, que afirmavam que os sentidos determinassem o conhecimento. Segundo Platão é possível chegar ao conhecimento através da razão.
Desse diálogo, provém uma definição tradicional do conhecimento como crença verdadeira justificada. Teeteto de Atenas, um jovem estudioso de matemática e ciências afins, propõe três definições que são rechaçadas por Sócrates. O saber não pode ser definido mediante exemplos, não é percepção nem opinião verdadeira, nem uma explicação acompanhada de opinião verdadeira. Sócrates rebate esses argumentos de um ponto de vista crítico, isto é, só questiona o que propõe Teeteto através de perguntas e não formula um conceito do que é conhecimento.

## Citações
No diálogo, Sócrates esclarece a Teeteto o motivo de sua arte se chamar maiêutica (148e-149a):45:
| “ | Teeteto — Convém saberes, Sócrates, que já por várias vezes procurei resolver essa questão, por ter ouvido falar no que costumas perguntar sobre isso. Porém não posso convencer-me de que cheguei a uma conclusão satisfatória, como nunca ouvi de ninguém uma explicação como desejas. Apesar de tudo, não consigo afastar da ideia essa questão. Sócrates — São dores de parto, meu caro Teeteto. Não estás vazio; algo em tua alma deseja vir à luz. Teeteto — Isso não sei, Sócrates; só disse o que sinto. Sócrates — E nunca ouviste falar, meu gracejador, que eu sou filho de uma parteira famosa e imponente, Fanerete? Teeteto — Sim, já ouvi. Sócrates — Então, já te contaram também que eu exerço essa mesma arte? Teeteto — Isso, nunca. Sócrates — Pois fica sabendo que é verdade; porém não me traias; ninguém sabe que eu conheço semelhante arte, e, por não o saberem, em suas referências à minha pessoa não aludem a esse ponto; dizem apenas que eu sou o homem mais esquisito do mundo e que lanço confusão no espírito dos outros. A esse respeito já ouviste dizerem alguma coisa? Teeteto — Ouvi. | ” |

Nesse diálogo ocorre também o famoso relato de Sócrates a Teodoro de Cirene sobre a rapariga (criada) da Trácia que zombou de Tales de Mileto, quando este caiu num poço, porque observava o céu (174a):83:
| “ | Sócrates — Foi o caso de Tales, Teodoro, quando observava os astros; porque olhava para o céu, caiu num poço. Contam que uma decidida e espirituosa rapariga da Trácia zombou dele, com dizer-lhe que ele procurava conhecer o que se passava no céu mas não via o que estava junto dos próprios pés. Essa pilhéria se aplica a todos os que vivem para a Filosofia. | ” |